# Visayanäshornsfågel
Visayanäshornsfågel (Penelopides panini) är en fågel i familjen näshornsfåglar inom ordningen härfåglar och näshornsfåglar.

## Utseende och läte
Visayanäshornsfågeln är en liten (45 cm) skogslevande medlem av familjen, även individer av underarten ticaensis har uppmätts till hela 62 cm. Hanen är vanligen större än honan, med gräddvitt på huvud, hals och övre delen av bröstet, medan nedre delen av bröstet och undergumpen är rödbrun. På huvudet syns svarta örontäckare och svart strupe. Ovansidan är grönglansigt svart och stjärten beigefärgad med bred svart spets. Näbben och kasken är rödaktig. Runt ögonen syns vitaktig bar hud, liksom i form av en strupsäck. 
Honan liknar hanen, men huvud och hela undersidan är svart, den bara huden i ansiktet blå och näbben mer färglös. Den liknar waldennäshornsfågeln (Rhabdotorrhinus waldeni), men denna är större med röd näbb, ett ljusare stjärtband centralt på stjärten och hanen har mörkt rödbrunt huvud. Lätena liknar mindoronäshornsfågeln (Penelopides mindorensis), dock möjligen ljusare, i engelsk litteratur återgivet som "wek wek-wek-wek". Ibland hörs även ett snabbt och nasalt "aunk-aunk-aunk", framför allt i flykten.

## Utbredning och systematik
Visayanäshornsfågeln förekommer i Filippinerna och delas in i två underarter med följande utbredning:
- Penelopides panini panini – förekommer på Panay, Masbate, Guimaras, Negros, Pan de Azucar och Sicogon
- Penelopides panini ticaensis – förekommer på Ticao Island (centrala Filippinerna)

Vissa behandlar luzonnäshornsfågel, mindoronäshornsfågel, samarnäshornsfågel, mindanaonäshornsfågel och visayanäshornsfågel som en och samma art.

## Status
Visayanäshornsfågeln har ett mycket litet och fragmenterat bestånd uppskattat till endast 1200 vuxna individer. Den minskar också kraftigt i antal till följd av skogsavverkningar och hårt jakttryck. Fågeln är därför upptagen på internationella naturvårdsunionen IUCN:s röda lista över hotade arter, kategoriserad som starkt hotad (EN).

## Namn
Fågelns vetenskapliga artnamn syftar på Panay. Visayaöarna är en ögrupp i mellersta Filippinerna som omfattar bland annat öarna Panay, Negros, Cebu och Samar.

## Bildgalleri

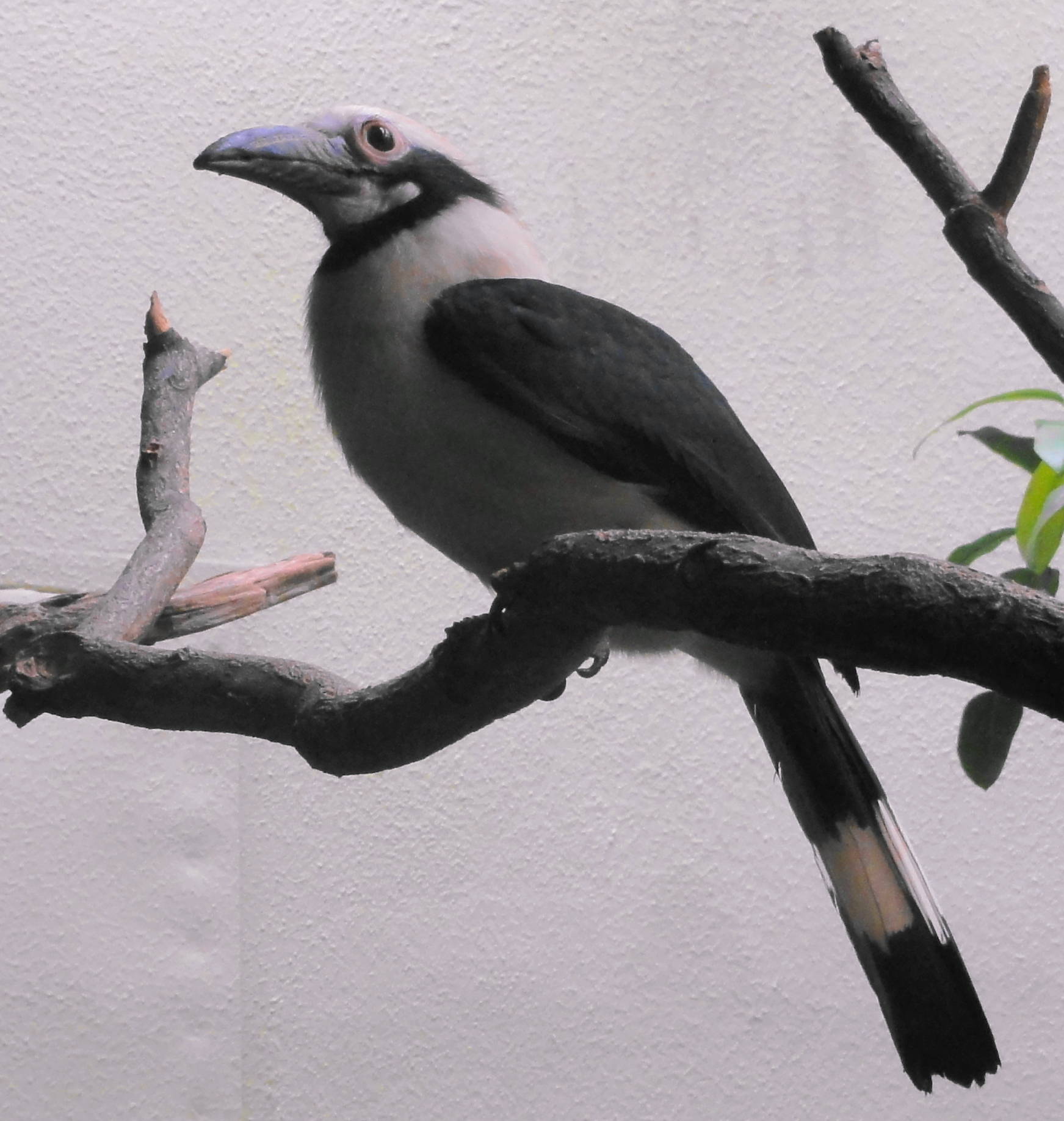
En juvenil visayahornskata.
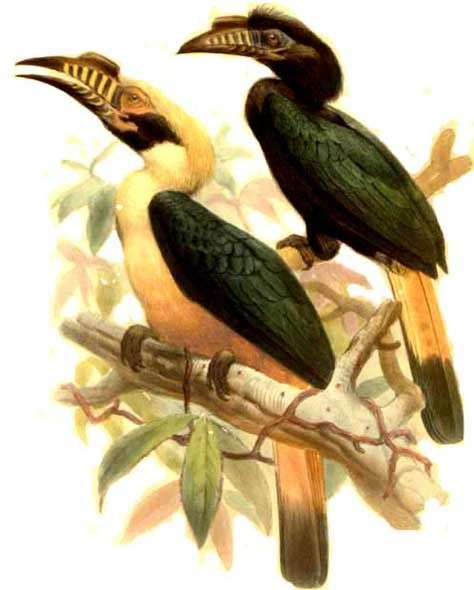
Ett par visayahornskator målade av Daniel Giraud Elliot.
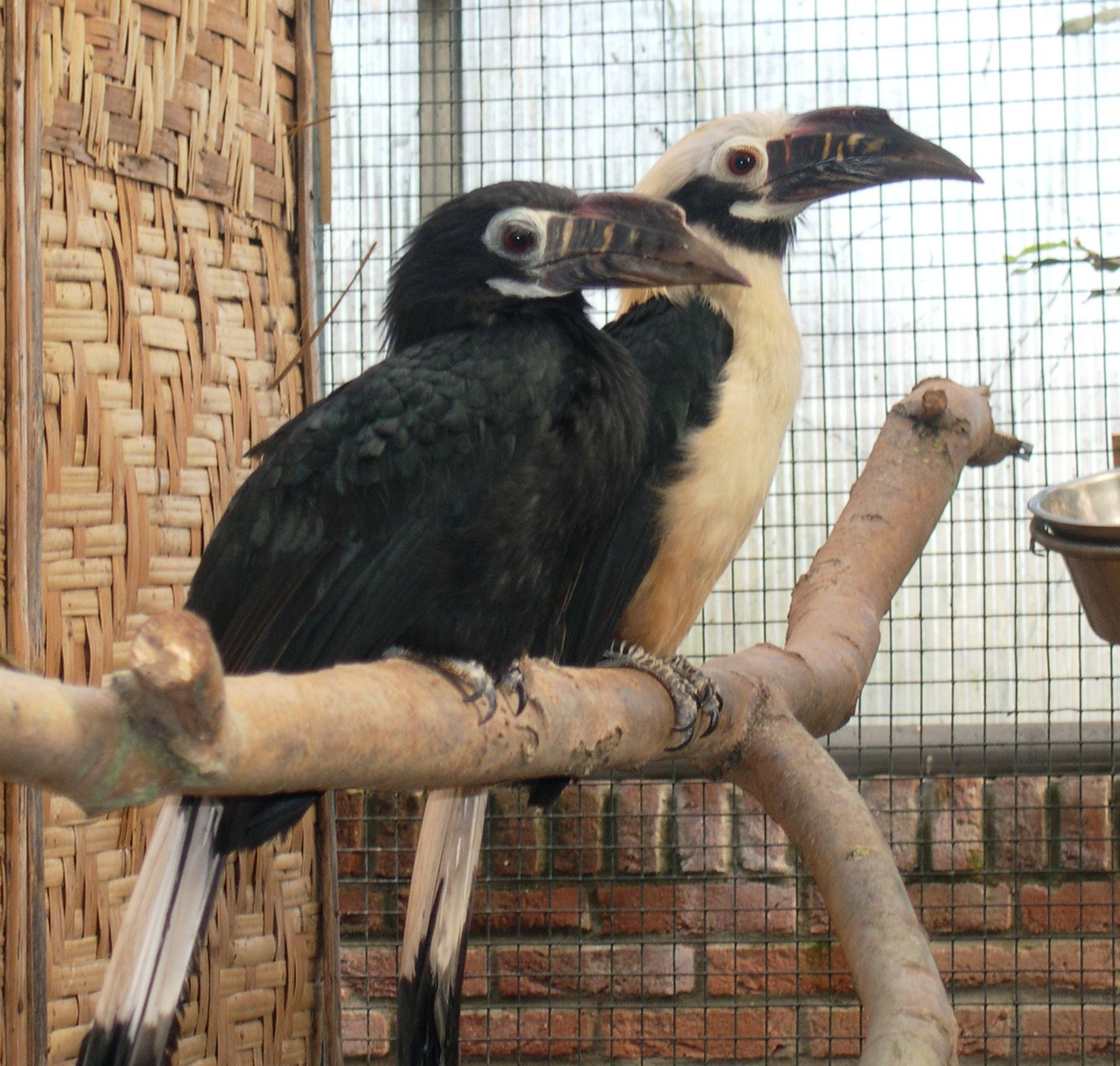
Ett par visayahornskator.